# Белл, О’Нил
О’Нил Белл (англ. O'Neil Bell; 29 декабря 1974, Монтего-Бей, Ямайка — 25 ноября 2015, Атланта, США) — ямайский боксёр-профессионал, выступавший в первой тяжёлой (Cruiserweight) весовой категории.
Абсолютный чемпион мира в первом тяжёлом весе (2006). Чемпион мира в первом тяжёлом весе по версии IBF (2005—2006), WBA (2006—2007), WBC (2006—2007) в первом тяжёлом весе. Чемпион Северной Америки по версии NABF (2001—2003) в первом тяжелом весе. Чемпион США по версии USBA (2002—2003) в первом тяжёлом весе.

## Профессиональная карьера

#### Чемпионский бой с Дейлом Брауном
Титул, который IBF экспроприировала у Келвина Дэвиса ввиду его финансовой несостоятельности, достался О`Нилу Беллу, который единогласным решением судей победил Дейла Брауна.
Беллу пришлось перенести весьма тяжелый третий раунд, когда он несколько раз получил в голову увесистые правые удары Брауна. А в четвертом уже у него прошел хороший правый удар, после которого у Брауна открылось рассечение в районе левого глаза. В седьмом раунде боя Белл несколько сбавил обороты, а Браун достаточно умело начал этим пользоваться. Статистика ударов в пользу Дейла не может не впечатлить: 218-85 по донесенным до цели попаданиям. И все же Белл больше походил на агрессора в концовке боя и решение судей осталось за ним: 115—113, 116—112 и достаточно неожиданные 117—111.
Можно только посoчувствовать Брауну, который вновь остановился за полшага до заветной черты. Это его четвертое поражение и все они понесены от действовавших или будущих на тот момент чемпионов: Василия Жирова, Уэйна Брейтуэйта, Жана-Марса Мормека и вот теперь О`Нила Белла.

#### Объединительный бой с Жан-Марком Мормеком
В январе 2006 состоялся бой между чемпионом по версии IBF О' Нилом Беллом и чемпионом по версиям WBC, WBA Жаном-Марком Мормеком за титул абсолютного чемпиона мира. Белл победил нокаутом в 10-м раунде. Это стало первым досрочным поражением Мормека в его профессиональной карьере.

#### Реванш с Жан-Марком Мормеком
В марте 2007 года Мормек в реванше победил Белла по очкам. Повторно завоевал Титул чемпиона по версиям WBA и WBC в первом тяжелом весе. Но титул IBF в этом бое на разыгрывался, так как Белл был лишён этого титула за отказ от проведения обязательной защиты против другого боксёра.

#### Бой с Томашем Адамеком
В апреле 2008 года Томаш в элиминаторе в 8-м раунде нокаутировал О`Нила Белла.

#### Бой с Ричардом Холлом
Не завершился бой между бывшим абсолютным чемпионом в первом тяжелом весе О’Нилом Беллом и бывшим чемпионом WBA в первом тяжелом весе Ричардом Холлом. 36-летний уроженец Ямайки О’Нил Белл, который в прошлом владел чемпионскими поясами WBC,WBA,IBF и Ring Magazine, считался фаворитом в поединке против своего 39-летнего соотечественника.
Бой начался без разведки, и уже в первом раунде соперники обрушили дуг на друга множество тяжелых и точных ударов. В первом раунде Белл был немного точнее. Во втором раунде картина боя не изменилась. Бойцы наносили большое количество силовых ударов не заботясь о защите. На второй минуте второго раунда Холл зажал соперника у канатов и обрушил на него град ударов. После того, как Белл перестал наносить удары в ответ, рефери остановил поединок, зафиксировав победу Ричарда Холла техническим нокаутом.

#### Бой с Рико Кейсоном
Беллу для победы в поединке поединке с Рико Кейсоном (17-21, 5 КО) — за это время Кейсон дважды успел побывать на помосте ринга, и второе падение стало для него последним в этом бою. победа над Кейсоном стала для Белла первой за почти шесть последних лет http://boxingnews.com.ua/ru/novosti/830-onil-bell-oderzhal-pervuju-pobedu-za-poslednie-shest-let

## Смерть
Убит 25 ноября 2015 года в Атланте (США) из огнестрельного оружия грабителями во время того, как он выходил из автобуса.